# Off-Axis-Guider

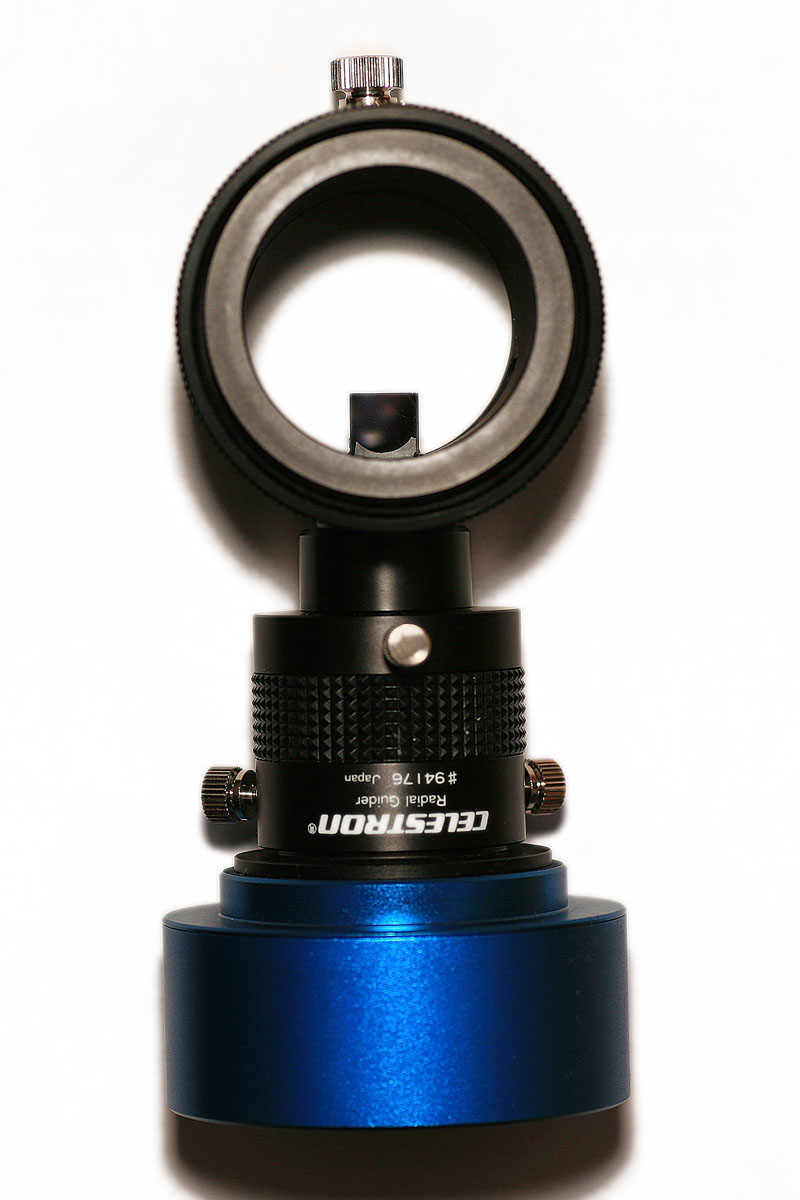
OAG mit Astrokamera (unten)

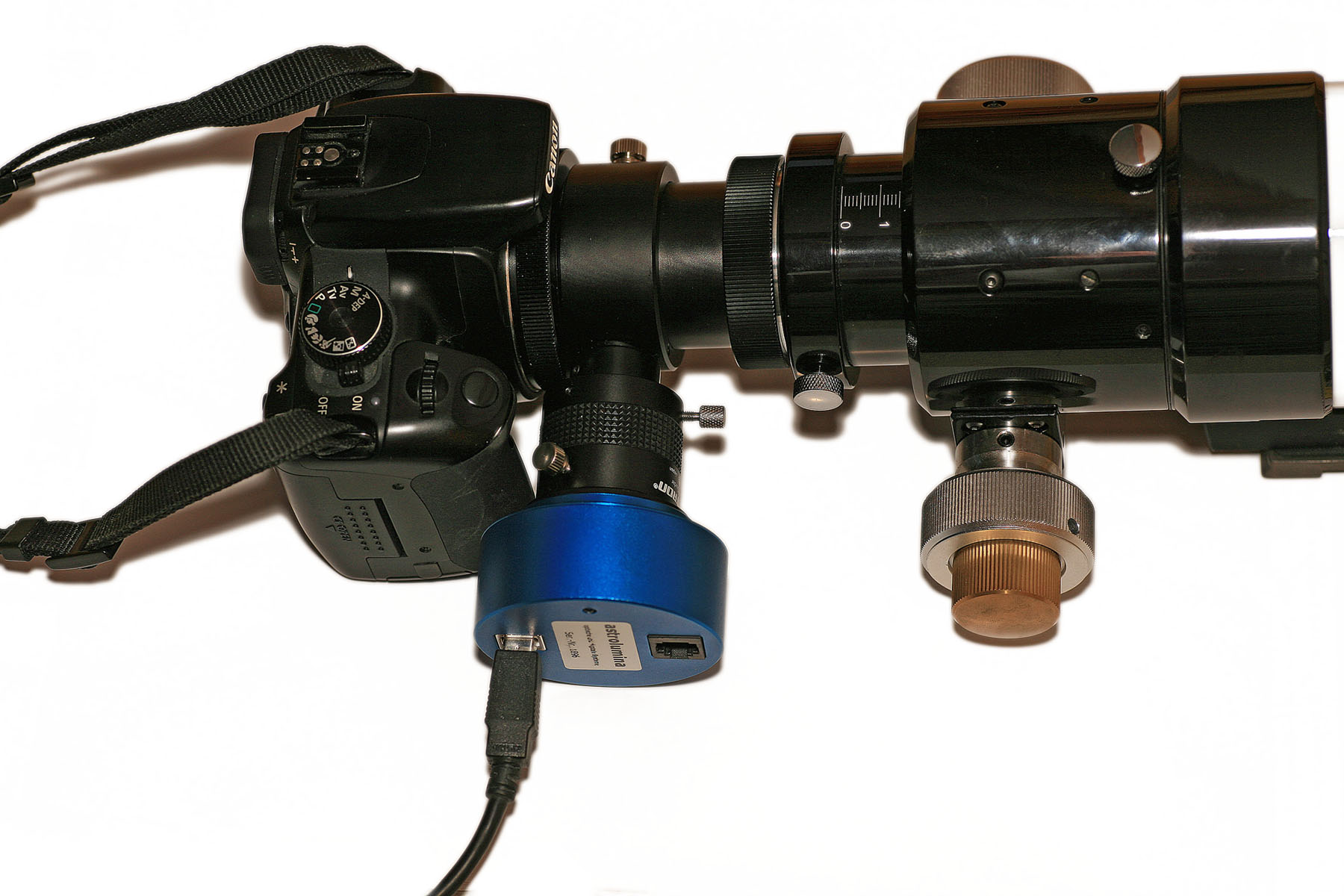
Digitale Spiegelreflexkamera und CCD-Kamera am OAG

Ein Off-Axis-Guider (engl. etwa Nachführung außerhalb der (Haupt-)Achse, kurz OAG) ist ein Hilfsmittel in der beobachtenden Astronomie, mit dem ein präzises Verfolgen von Sternen ermöglicht wird. Ziel eines OAGs ist es einem Leitstern zu folgen, mit dessen Hilfe die Fehler in der Nachführbewegung des Teleskops ausgeglichen werden. Dies ist hauptsächlich für die Astrofotografie notwendig, da hier oft mit Zeiten belichtet wird, die sich im Minuten- oder gar Stundenbereich bewegen. Fehler in der Nachführung würden ein Verwackeln des Bildes zur Folge haben.

## Funktionsweise
Mit einem OAG wird ein Teil des Bildes, das von einem Teleskop erzeugt wird, an der Austrittsöffnung des Teleskops seitlich abgelenkt und dort zur Weiterverarbeitung bereitgestellt. Ein kleiner Spiegel oder ein Prisma ragt dazu in den Strahlengang des Teleskops hinein. Ein kleiner Ausschnitt des Gesamtbildes genügt bereits; es muss sich lediglich mindestens ein Stern darin befinden. Um die Chancen, einen Stern zu finden, zu erhöhen, ist das Prisma um die Längsachse des Teleskops drehbar gelagert und kann einen (bauartbegrenzten) Winkel nutzen; üblich sind ca. 100°. Bei einigen Modellen kann zusätzlich auch noch das Prisma von außen über einen Stift gekippt werden. Dadurch lassen sich auch Positionen finden, welche näher zur Mitte der Längsachse liegen, was wiederum die Suche nach einem Leitstern erleichtert. Zusätzlich lässt sich – je nach Modell – auch die Entfernung zur Bildebene ändern, um dieselbe Schärfelage von Nachführ- und Hauptkamera zu erreichen.

## Bildverarbeitung
Das seitlich herausgeführte Bild kann nun entweder mit einem Fadenkreuzokular und durch Beobachten kontrolliert werden, oder statt eines Okulars wird an dem Anschluss eine Kamera angebracht. Dies kann eine umgebaute Webcam sein oder eine spezielle Videokamera für die Astrofotografie. Sie leitet das digitalisierte Bild an einen Computer weiter. In diesem wertet ein Programm das Bild aus und verfolgt die Bewegung des Sterns und greift über eine Rückleitung zur elektrisch angesteuerten Montierung korrigierend in deren Nachführbewegung ein. Die Rückleitung ist in der Amateurastronomie entweder eine Leitung direkt vom Computer zur Steuerung der Montierung oder eine zweite Leitung, die an der Nachführkamera beginnt und von dort aus in einen speziellen Anschluss der Montierung führt, welcher Autoguider Port genannt wird.
Der Rest und Großteil des ursprünglichen Bildes wird von dem kleinen Ablenkspiegel bzw. -prisma nicht beeinflusst und kann von einer Fotokamera aufgenommen werden. Bei großen Kameras (z. B. im Kleinbildformat) kann jedoch der kleine Spiegel des OAGs zu Abschattungen führen, wenn er in den Bildecken der Kamera platziert wird.

## Abwägung zum Gebrauch

### Vorteile
- Die Montage eines Leitrohrs wird vermieden. Ein zusätzliches Leitrohr bedeutet auch eine höhere Belastung der Montierung, was deren Genauigkeit wiederum herabsetzt.
- Es muss weniger Material angeschafft und, im Falle eines Feldeinsatzes, auch transportiert werden.
- Man schaut durch dieselbe Optik, durch die auch fotografiert wird.

### Nachteile
- Die Suche eines geeigneten Leitsterns ist oft schwierig, da sich in dem Randbereich, den der Ablenkspiegel überstreichen kann, in sternarmen Regionen manchmal kein passendes Objekt finden lässt.
- Die maximal herausführbare Lichtmenge ist gering; der Stern muss demnach noch so hell sein, dass er ausgewertet werden kann.
- Es kann nicht das Objekt nachgeführt werden, das auch fotografiert wird.
- Am Rand des Strahlengangs ist die Bildqualität oft wesentlich schlechter als in der Bildmitte, so dass eigentlich punktförmige Objekte verzerrt werden und von einem Auswerteprogramm am Computer nicht mehr zur Nachführung geeignet sind.
- Am Rand des Strahlengangs ist die allgemeine Lichtstärke oft wesentlich geringer als in der Bildmitte (siehe Vignettierung).